# Keonjhar
Keonjhar war ein Fürstenstaat Britisch-Indiens im heutigen Bundesstaat Odisha. Seine Hauptstadt war der Ort Keonjhar (heutiger Name: Kendujhar).
Er entstand im Mittelalter durch Erbteilung von Mayurbhanj. Keonjhar stand bis 1803 unter der Oberhoheit der Marathen und war 1829–1947 britisches Protektorat. Es  hatte 1901 eine Fläche von 8019 km² und 286.000 Einwohner.
Der Raja schloss sich im August 1947 der Eastern States Union an. Am 1. Januar 1948 wurde diese Union aufgelöst und Keonjhar wurde Orissa (Odisha) und damit Indien eingegliedert. Am 1. November 1956 wurden alle Fürstenstaaten aufgelöst.